# Phyciodes orseis
Phyciodes orseis är en fjärilsart som beskrevs av Edwards 1871. Phyciodes orseis ingår i släktet Phyciodes och familjen praktfjärilar. Inga underarter finns listade i Catalogue of Life.